# Lina Eriksson
För konstnären med samma namn, se Lina Eriksson (konstnär).
Lina Maria Kristina Eriksson, född Nordin 24 maj 1976 i Själevads församling i Västernorrlands län, är en svensk kompositör och sångtextförfattare bosatt i Stockholm. Sedan 2006 arbetar hon för EMI Music Publishing Scandinavia. Eriksson är en del av låtskrivarteamet Fanclub Production tillsammans med Mårten Eriksson. År 2008 blev hon medlem i SKAP.
Lina Eriksson har bland annat skrivit: Vinnarlåten i Idol 2007 "This moment" framförd av Marie Picasso, vinnarlåten i Popstars Germany "Last man standing", finallåten "Breaking the silence" framförd av The Shackles i norska versionen av The X Factor samt vinnarbidraget i irländska Eurosong som sedan representerade Irland i Eurovision Song Contest 2010 "It's for you" som framfördes av Niamh Kavanagh. 
Hon har dessutom skrivit ett antal låtar till svenska och internationella artister, bland andra Magnus Carlsson, Top cats, Lili & Susie, Marie Serneholt, Style, Nordman, Kalle Moraeus, Ola Svensson, Alexander Rybak, Niamh Kavanagh, Johan Palm, The Refreshments, Timoteij, Sara Löfgren, Maja Gullstrand, Emil Sigfridsson, Magnus Bäcklund, Jessica Andersson, Thorleifs, Mathias Holmgren m.fl.

## Melodifestivalbidrag
- Melodifestivalen 2006 - "The name of love", framförd av Magnus Bäcklund
- Melodifestivalen 2007 - "Kom", framförd av Jessica Andersson
- Melodifestivalen 2008 - "I lågornas sken", framförd av Nordman
- Melodifestivalen 2009 - "Sweet kissin' in the moonlight", framförd av Thorleifs
- Melodifestivalen 2010 - "Underbart", Kalle Moraeus & Orsa Spelmän
- Melodifestivalen 2010 - "Åt helvete för sent", (Antagen men senare diskvalificerad)
- Melodifestivalen 2012 - "Salt & pepper", framförd av Marie Serneholt
- Melodifestivalen 2012 - "Baby doll", framförd av Top Cats
- Melodifestivalen 2015 - "Möt mig i Gamla stan", framförd av Magnus Carlsson
- Melodifestivalen 2016 - ”Kom ut som en stjärna”, framförd av After Dark